# Julián Cerati
Julián Cañeque Cerati (City Bell, La Plata, provincia de Buenos Aires; 26 de enero de 1998) es un actor argentino. Comenzó su carrera en su país de origen interpretando papeles en series juveniles como Once (2017-2019) y Simona (2018). Luego se trasladó a Colombia para desarrollar su carrera, donde se destacó por sus apariciones en Noobees (2020-2021), Pálpito (2022-2023), La primera vez (2023) y Perfil falso (2023).

## Biografía
Julián Cañeque Cerati nació el 26 de enero de 1998 en la localidad de City Bell, en el partido de La Plata. Es hijo de Luis Cañeque, arquitecto fallecido en 2016, y Estela Cerati, ama de casa. Tiene una hermana mayor llamada Valentina, que es periodista. Por parte de su madre, es sobrino del cantante y músico Gustavo Cerati, líder de Soda Stereo. Su primo es el cantante y músico Benito Cerati. Su interés por la actuación despertó cuando tenía doce años y decidió tomar clases de teatro en su ciudad natal. Luego, se formó con Agustín Alezzo, Nora Moseinco y Guillermo Cacace.

## Carrera profesional
La primera incursión profesional de Julián como actor fue, en 2014 y 2016, en el musical Romeo y Julieta, una historia de rock, donde interpretó un doble papel en el teatro El Bombín. Después, en 2015, apareció en el cortometraje El SMS producido por Coca Cola y dirigido por Dustin Lance Black. En 2016, luego de realizar un casting para Disney, Cerati quedó seleccionado para integrar el elenco principal de la serie juvenil deportiva Once (2017-2019) de Disney XD, en la cual interpretó durante tres temporadas a Felipe Aragón. En 2018, participó la telenovela juvenil Simona, donde personificó a Ramiro, un joven psicópata y violento con su novia.
Su siguiente papel fue en la serie federal musical Ando cantando (2019) que tuvo su estreno en Cont.ar y donde interpretó a Lucho. Ese mismo año, filmó junto a Chiara Francia la película Inolvidable Heidi, una comedia romántica en la cual se puso en la piel de Franco, la cual permanece inédita. En 2020, Julián se incorporó a la segunda temporada de la serie de drama juvenil Noobees en el papel de Rocco y la cual fue emitida por Nickelodeon. Poco después, se unió al elenco de la serie colombiana de comedia Chichipatos de Netflix, donde jugó el papel de Samuel por dos temporadas.
En 2021, Cerati coprotagonizó la película ecuatoriana Misfit, eres o te haces, en la cual personificó a Nicolás Centeno, un adolescente con talento para la música. En 2022, adquirió reconocimiento tras su aparición en la serie dramática Pálpito de Netflix, interpretando el rol de Tomás, un joven músico involucrado en el tráfico de drogas. Al año siguiente, fue uno de los protagonistas de la serie dramática de romance La primera vez (2023), donde encarnó el rol de Gustavo Pabón Linares, un estudiante homosexual que es injustamente expulsado de su colegio. Ese mismo año, Julián apareció en la serie de acción y drama Perfil falso de Netflix, en la cual interpretó a Inti, un mesero pansexual de un lujoso restaurante que mantiene una relación con su jefe.
Luego, protagonizó de manera antagónica la serie musical juvenil Freeks de Disney+, en la cual asumió el rol de Ulises, un músico ambicioso que busca ser el líder de la banda de la cual forma parte. Después, apareció en la serie de suspenso Frágiles de Flow, donde interpretó a Pedro Hoyos, un miembro de una comunidad de seguidores religiosos.

## Filmografía

### Cine
| Año  | Título                               | Papel           | Notas            |
| ---- | ------------------------------------ | --------------- | ---------------- |
| 2015 | El SMS                               | Felipe          | Cortometraje     |
| 2019 | Inolvidable Heidi                    | Franco          | Película inédita |
| 2020 | Chichipatos: ¡Qué chimba de Navidad! | Samuel          |                  |
| 2021 | Misfit, eres o te haces              | Nicolás Centeno |                  |
| 2025 | 29 horas y media                     | Pipo Cipolatti  | Posproducción    |

### Televisión
| Año           | Título               | Papel                 | Notas                                                             |
| ------------- | -------------------- | --------------------- | ----------------------------------------------------------------- |
| 2017-2019     | Once                 | Felipe Aragón         | Elenco recurrente (Temporada 1-3); Telenovela                     |
| 2018          | Simona               | Ramiro                | Antagonista secundario; Telenovela                                |
| 2019          | El host              | El mismo              | Invitado (Temporada 2); Programa de TV                            |
| 2020          | Noobees              | Rocco                 | Co-Antagonista (Temporada 2); Telenovela                          |
| 2020-2021     | Chichipatos          | Samuel                | Elenco principal; Serie TV                                        |
| 2022-2023     | Pálpito              | Tomás Gómez           | Elenco recurrente; Serie TV                                       |
| 2023-presente | La primera vez       | Gustavo Pabón Linares | Elenco principal (Temporada 1,3); Invitado (Temorada 2); Serie TV |
| 2023-presente | Perfil falso         | Inti Valderrama       | Elenco principal; Serie TV                                        |
| 2023          | Frágiles             | Pedro Hoyos           | Elenco principal; Serie TV                                        |
| 2023          | Freeks               | Ulises Segovia        | Protagonista; Serie TV                                            |
| 2024          | Un león en el bosque | Julián Montero        | Protagonista; Serie TV                                            |

### Web
| Año  | Título           | Papel           | Notas      |
| ---- | ---------------- | --------------- | ---------- |
| 2018 | Pelotazo a Putín | «Momo»          | Episodio 2 |
| 2020 | Ando cantando    | Luciano «Lucho» |            |

### Videos musicales
| Año  | Video           | Papel  | Artista                            |
| ---- | --------------- | ------ | ---------------------------------- |
| 2017 | «Igual que vos» | Varios | Los Sincronizados y Ariel Giordano |

## Teatro
| Año        | Título                                | Papel                | Lugar                             |
| ---------- | ------------------------------------- | -------------------- | --------------------------------- |
| 2014, 2016 | Romeo y Julieta, una historia de rock | Príncipe / Boticario | Teatro El Bombín / Teatro Porteño |

## Premios y nominaciones
| Año  | Organización           | Categoría              | Trabajo        | Resultado | Ref(s) |
| ---- | ---------------------- | ---------------------- | -------------- | --------- | ------ |
| 2024 | Premios India Catalina | Mejor actor de reparto | La primera vez | Nominado  | [ 21 ] |